# Carretera de Toralla
La Carretera de Toralla és una antiga pista, actualment convertida en carretera local asfaltada, del terme municipal de Conca de Dalt, en territori del poble de Toralla, a l'antic terme de Toralla i Serradell, al Pallars Jussà.
Arrenca de la carretera N-260 en el punt quilomètric 310,8, des d'on surt cap al sud-est seguint un petit tram de forma paral·lela a la carretera de la qual parteix, encara en terme de la Pobla de Segur, resseguint el límit meridional de la partida de Mascarell de la Pobla, on trenca en angle recte i segueix cap a l'oest-nord-oest, seguint per l'esquerra del barranc de Mascarell, però de tant en tant canviant de direcció per tal de guanyar alçada. Va a buscar el vessant sud-oest del Casot i de lo Tossalet, deixant l'antiga masia de Mascarell a ponent, on troba l'arrencada del Camí de Mascarell cap al sud-oest, i va a passar entre les partides de la Sort (migdia) i lo Batllet (nord), on troba també l'arrencada d'un altre camí, cap al sud-oest: els Camins dels Camps. Enfila el coster meridionar de la muntanya de Saviner, passant ran de les partides de Comellans, primer, i de l'Abeller, i arriba al poble de Toralla després de fer un parell més de revolts tancats per tal de guanyar alçada.